# Сага
Сагата е народно предание в поетична форма, специфично за древнoтo скандинавско, исландско и ирландско народно творчество.
В Ирландия сагите получават разпространение между 5 и 9 век преди покръстването на народа и отразяват неговата митология. Обособени са в два цикъла, посветени съответно на крал Конхобар и племенника му Куколин (северния цикъл) и на героят Фин и сина му Ойсин (южния цикъл).
Исландските и норвежките саги, които са с подчертано исторически характер, са в разцвета си през 12 и 13 век. Голяма част от тях са посветени на викингите от най-известните стари исландски родове, но има и такива в които преобладава приказното и фантастичното. Исландските исторически саги са особено ценни със сведенията, които дават за средновековния облик на страни като Швеция, Норвегия, Дания и дори Русия.
В преносен смисъл, сага се нарича повест, роман или цикъл от романи, в които се проследява историята на някой род. Примери за съвременни саги са „Сага за Форсайтови“ от Джон Голсуърти, Семейство Тибо на Роже Мартен дю Гар. Пренебрежително, „сага“ се използва и като синоним на сапунена опера.